# Lepisorus jakonensis
Lepisorus jakonensis là một loài thực vật có mạch trong họ Polypodiaceae. Loài này được (Blanf.) Ching miêu tả khoa học đầu tiên năm 1983.